# Émile Raus
Émile Raus, né le 16 octobre 1904 à Aspelt et mort le 1er juillet 1980 à Luxembourg, est un juriste et homme politique luxembourgeois, président du Conseil d'État du 26 juin 1975 au 25 juin 1976.